# ألبرت جي. سيمس
ألبرت جي. سيمس هو محامي وسياسي أمريكي، ولد في 8 أكتوبر 1882 في واشنطن في الولايات المتحدة، وتوفي في 29 ديسمبر 1964 في ألباكركي في الولايات المتحدة. نشط حزبياً في الحزب الجمهوري. وقد انتخب عضو مجلس نواب نيومكسيكو ‏ وانتخب عضو مجلس النواب الأمريكي ‏.